# Феш, Жак
Жак Феш (фр. Jacques Fesch; 6 апреля 1930, Сен-Жермен-ан-Ле, Франция — 1 октября 1957, Париж) — французский преступник, убийца, автор дневника. В тюрьме перед смертной казнью испытал духовное перерождение, в настоящее время Католической церковью начат процесс причисления его к лику блаженных.

## Биография
«Я лежал в постели с открытыми глазами, действительно переживая в первый раз в своей жизни. Крик вырвался из моей груди, обращаясь за помощью: „Боже мой“. И мгновенно, как сильный ветер, который пришел неизвестно откуда, Дух Господень сошел на меня. У меня было впечатление ощущения бесконечной силы и доброты, и с того момента я верил в Бога с непоколебимым убеждением, которое уже никогда не покидало меня»
Жак родился в семье банкира Жоржа Феша — потомка кардинала Жозефа Феша, дяди Наполеона I. Отец не занимался воспитанием Жака и вскоре развёлся с его матерью. С 1938 по 1947 гг. Феш учился в школе Ecole Saint-Erembert и позже в лицее Lycée Claude Debussy в Париже. Был воспитан как католик, но в 17 лет оставил религию. С 1950 по 1951 гг. служил в Вооружённых силах Франции. В 1951 году женился, у него родилась дочь. Вскоре он перестал ходить на работу в банк отца, стал вести праздную жизнь и бросил жену. От сожительства с другой женщиной родился сын. Мечтой Жака был круиз по южной части Тихого океана, но родители отказывались оплатить путешествие.
24 февраля 1954 года, чтобы раздобыть денег на покупку собственного судна, он совершил попытку ограбления пункта обмена валют. Служащий получил сильный удар, но успел поднять тревогу. Феш попытался скрыться и убил преследовавшего его полицейского.
Первое время после задержания Жак Феш был равнодушен к наказанию и насмехался над своим адвокатом-католиком. Однако через год пребывания в тюрьме он испытал духовное перерождение, стал очень набожным и глубоко сожалел о преступлении. Он вступил в переписку с родственниками, вёл дневник, спокойно принял наказание и помирился с женой накануне смертной казни. Его последней записью в дневнике было: «Через пять часов я увижу Господа Иисуса!». Прошение о помиловании было отклонено, и он был гильотинирован.

## Наследие
После казни жена и дочь чтили его память как пример искупления. Его корреспонденция и дневник были опубликованы, переведены на несколько языков, и стали источником для воодушевления читателей. О нём сняты документальные фильмы, в 2009 г. поставлен спектакль в Париже.
21 сентября 1987 года в Парижской архиепархии кардинал Люстиже инициировал изучение материалов о жизни Жака Феша, с 1993 года фактически открыт процесс беатификации. 4 декабря 2009 года сестра Жака и биограф Руджьеро Франкавилья были на приёме у папы римского Бенедикта XVI и представили ему несколько писем Жака Феша.

## Список произведений
- Lumière sur l'échafaud : lettres de prison de Jacques Fesch, guillotiné le 1er octobre 1957 à 27 ans (présentées par Augustin-Michel Lemonnier), Éditions Ouvrières, coll. " Visages du Christ " n° 9, Paris, 1972, 144 p.
- Lumière sur l'échafaud; suivi de Cellule 18 : lettres de prison de Jacques Fesch, guillotiné le 1er octobre 1957 à 27 ans (présentées par Augustin-Michel Lemonnier), Éditions Ouvrières, coll. " Á pleine vie ", Paris, 1991, 320 p. ISBN 2-7082-2833-1
- Dans cinq heures je verrai Jésus (Journal de prison), 3rd, Fayard — Le Sarment 1998, ISBN 978-2-86679-168-1